# Via Laurentina
Via Laurentina era uma antiga estrada romana que corria para o sul da cidade de Roma.

## Via
A questão da nomenclatura do grupo de estradas entre a Via Ardeatina e a Via Ostiense é algo difícil, pois depende de onde se entende que se localizava Laurento. É provável, porém, que a Via Laurentina propriamente seja a que saía da Porta Ardeatina na Muralha Aureliana e que corria diretamente até Tor Paterno, enquanto que a outra via que ramificava da Via Ostiense na terceira milha - que passava por Decimo até Lavínio (Pratica) e que cruza com outra via numa encruzilhada próximo ao destino (a Laurentina ali indo para sudoeste e a outra, para Lavínio, para sudeste) pode, por conveniência, ser chamada de Lavinatis, embora este nome não ocorra em documentos antigos. Sobre esta última, para além de Décimo, duas pedras-de-milha, uma de Tibério e outra de Magêncio, cada uma com o número II, foram encontradas; e, mais à frente, em Capocotta, restos de edifícios antigos e uma importante inscrição tumular de um judeu chefe de sinagoga foram descobertos. 
Que a Via Laurentina estava próxima da Via Ardeatina é claro pelo fato de que o mesmo construtor foi responsável por ambas. Laurento também podia ser alcançada por um ramo da Via Ostiense na oitava milha (em Malafede), que passava pelo Castel Porziano.